# Billy Two Hats

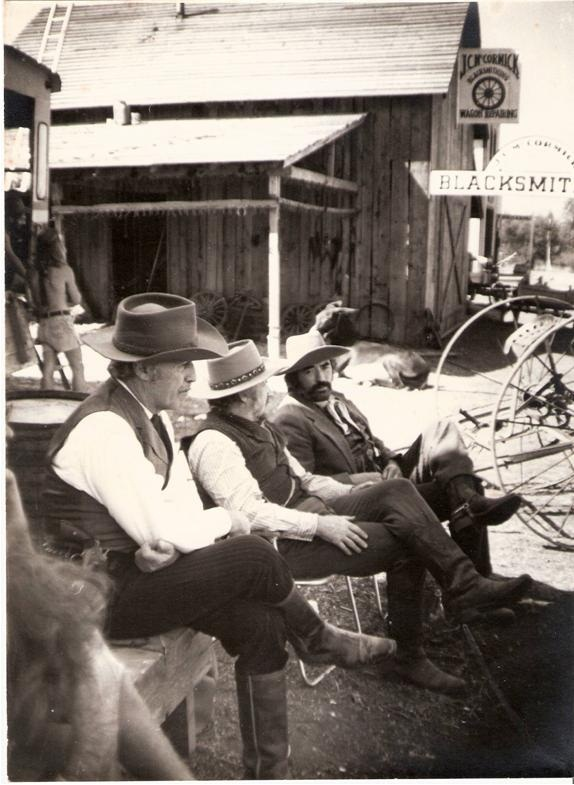

Billy Two Hats (bra Matando sem Compaixão) é um filme estadunidense de 1974, dos gêneros bangue-bangue e romance, dirigido por Ted Kotcheff.

## Elenco
- Gregory Peck...Arch Deans
- Desi Arnaz Jr...Billy Two Hats
- Jack Warden...Xerife Henry Gifford
- David Huddleston...Copeland, dono do saloon
- Sian Barbara Allen...Esther Spencer
- John Pearce...Spencer

## Sinopse
Uma quadrilha de ladrões rouba um banco e o grande atirador e xerife Gifford mata um e captura um outro, o jovem mestiço índio Billy Two Hats. O veterano bandido Arch Deans conseguira fugir com o dinheiro mas retorna para libertar Billy, enfrentando o perigoso xerife. 